# Maria Leszczyńska (malarka)
Maria Leszczyńska z Modzelewskich (ur. 1923 w Gładczynie, zm. 2003 w Gdyni) – polska profesorka sztuk pięknych na Politechnice Gdańskiej, specjalistka w dziedzinie malarstwa monumentalnego.

## Życiorys
Była córką Wandy z Grabowskich h. Dołęga (1895–1973) oraz Mariana Modzelewskiego h. Trzywdar (1884–1934). Ukończyła gimnazjum zmartwychwstanek w Warszawie. W 1944 wyszła za mąż za Witolda Leszczyńskiego h. Sas, właściciela majątku Tarnowiec pod Jasłem. Nie mieli dzieci.
W latach 1947–1952 studiowała na Wydziale Malarstwa Państwowej Wyższej Szkoły Sztuk Pięknych w Sopocie–Gdańsku. W latach 1952–1990 pracowała na Wydziale Architektury Politechniki Gdańskiej. Od 1990 przebywała na emeryturze.
W latach 1967–1973 mieszkała z matką w Gdyni.

## Twórczość
Tworzyła obrazy sztalugowe, podejmowała tematykę architektoniczną, korzystając z różnych technik wyrazu. Otrzymała nagrody na międzynarodowych i ogólnopolskich konkursach z zakresu architektury i plastyki. Swoje dzieła zaczęła prezentować na wystawach już w czasie studiów (m.in. w Zachęcie w 1951 na wystawie prac jej wykładowczyni, prof. Hanny Jasińskiej-Żuławskiej, oraz grupy studentów).
Samodzielnie wykonała m.in. witraże w kościele NMP w Stalowej Woli, w Mielcu, w kościele pw. św. Michała Archanioła w Sopocie, a także serię gobelinów w Ambasadzie Polskiej w Moskwie, mozaikę w tzw. sali zwycięstwa w Muzeum Wojska Polskiego, kamienno-szklaną mozaikową elewację Narodowego Banku Polskiego w Warszawie oraz mozaiki wewnątrz i na zewnątrz dawnej kawiarni „Słoneczna” w budynku przy ul. Grójeckiej 19/25 w Warszawie.
We współpracy z Barbarą Massalską wykonała m.in. mozaikę „Tarcza zegara słonecznego” zaprezentowaną na warszawskiej wystawie „Tkaniny i ceramiki” w 1955.
W 1996 napisała biogramy rodziców, własny i brata do słownika biograficznego Ziemianie polscy XX wieku.

## Odznaczenia
Została odznaczona Złotym Krzyżem Zasługi i Krzyżem Kawalerskim Orderu Odrodzenia Polski.